# الکساندر پتروف (بازیکن فوتبال، زاده ۱۹۸۴)
الکساندر پتروف (روسی: Александр Александрович Петров؛ زادهٔ ۲۷ مهٔ ۱۹۸۴) بازیکن فوتبال اهل روسیه است.
از باشگاه‌هایی که در آن بازی کرده‌است می‌توان به باشگاه فوتبال تورپدو مسکو و باشگاه فوتبال آنژی مخاچ‌قلعه اشاره کرد.